# 1942 no teatro

## Eventos
- 12 de junho - inauguração do Teatro Goiânia.

## Nascimentos
| Data            | Nome                  | Profissão                                | Nacionalidade     | Observações | Ref |
| --------------- | --------------------- | ---------------------------------------- | ----------------- | ----------- | --- |
| 22 de fevereiro | Aracy Balabanian      | atriz                                    | Brasil            |             |     |
| 4 de junho      | Ítala Nandi           | atriz                                    | Brasil            |             |     |
| 1 de julho      | Maria Adelaide Amaral | dramaturga                               | Portugal / Brasil |             |     |
| 23 de agosto    | Susana Vieira         | atriz                                    | Brasil            |             |     |
| 22 de outubro   | João Mota             | actor, encenador, professor e teatrólogo | Portugal          |             |     |
| ?               | Jorge Durán           | roteirista e diretor                     | Chile             |             |     |

## Mortes
| Data | Nome | Profissão | Nacionalidade | Observações | Ref |
| ---- | ---- | --------- | ------------- | ----------- | --- |